# Водораздел

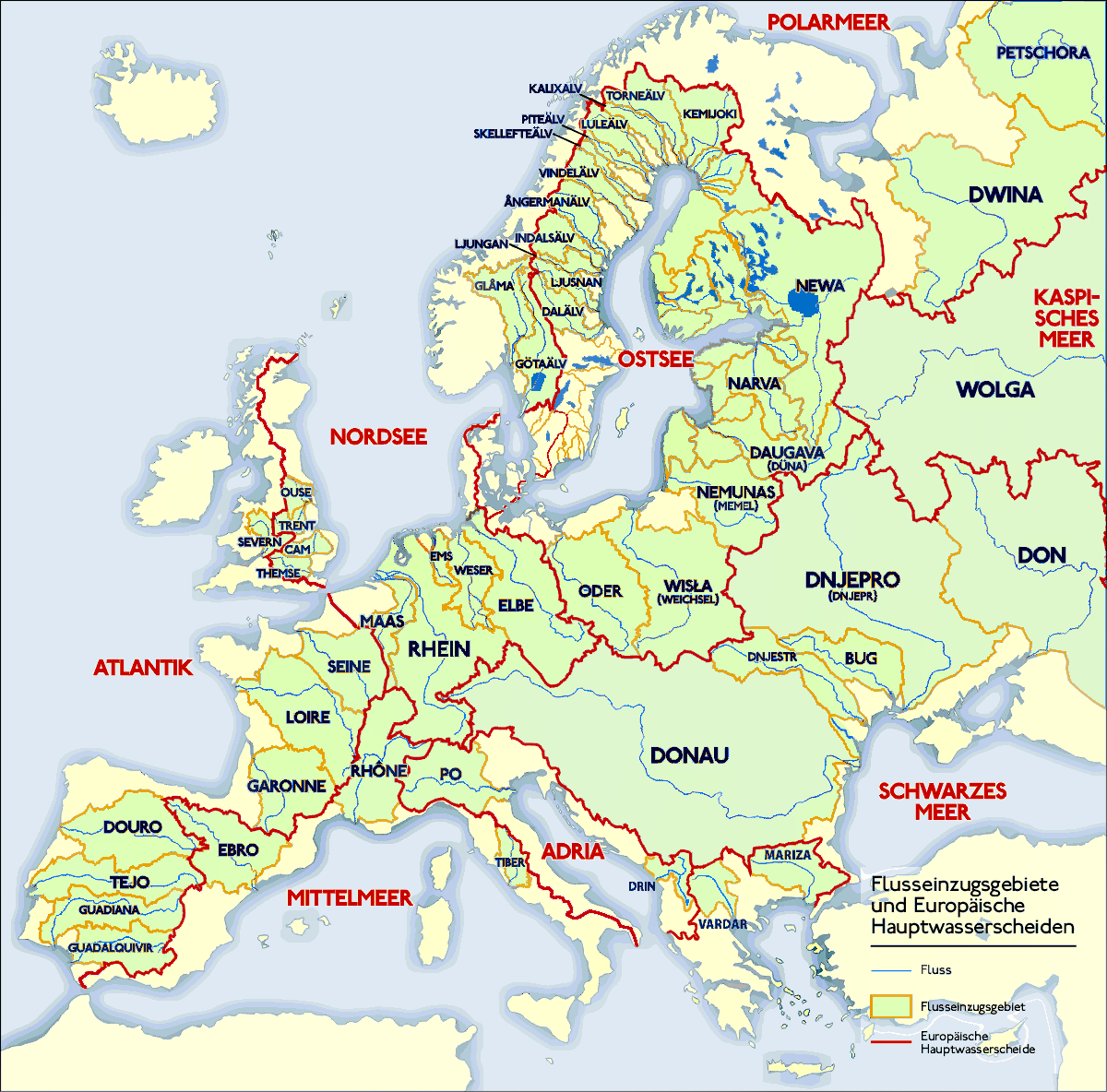
Водоразделы речных и морских бассейнов Европы

Водоразде́л — условная топографическая линия на земной поверхности, разделяющая водосборы (бассейны) двух или нескольких рек, озёр, морей или океанов, направляя сток атмосферных осадков по двум противоположным склонам.
Местность вокруг линии водораздела называется водораздельной территорией.
В разные стороны от водораздела идут покатости и уклоны рельефа земной поверхности. В гористых областях водоразделы обычно проходят по гребням гор, на равнинах — на холмистых высотах или даже низменностях. На равнинах водораздел обычно выражен в рельефе нечётко и превращается в плоское водораздельное пространство (или водораздельную территорию), на котором направление стока может быть переменным. Иногда водораздельная территория (или возвышенность) также называется водоразделом.
Главная водораздельная линия материка, разграничивающая бассейны различных океанов или оконтуривающая крупные бессточные области, называется континентальным водоразделом.
Линию, разграничивающую бассейн тихоокеанского (рек, впадающих в Тихий и Индийский океаны) и атлантического (рек, впадающих в Атлантический и Северный Ледовитый океаны) склонов, называют главным водоразделом Земли.
Центральный водораздел Европейской части России, Русской равнины — Валдайская возвышенность, Северные Увалы и ряд небольших возвышенностей. Из местных болот и озёр, залегающих между холмами и обильно питаемых осадками, дождями и снегами, берут начало главные реки Европейской России, относящиеся к бассейнам разных морей — Волга (Каспийское море), Днепр (Чёрное море), Западная Двина (Балтийское море).

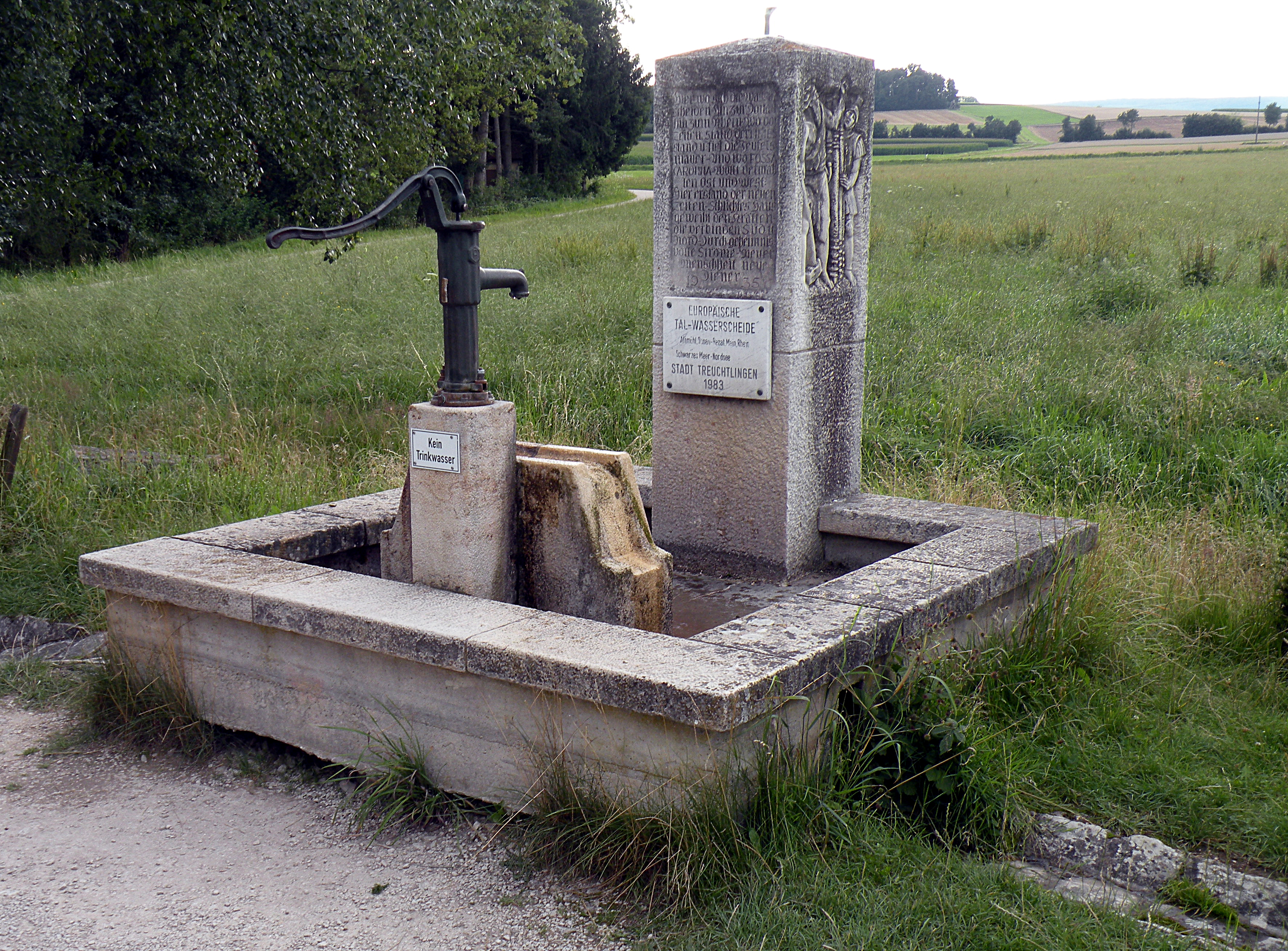
Колодец и монумент на Европейском водоразделе у Карлсграбена

Бассейн реки включает поверхностный и подземный водосборы. Поэтому различают поверхностный и подземный водоразделы.